# Rue Bichat
Pour les articles homonymes, voir Bichat.
La rue Bichat est une voie du 10e arrondissement de Paris, en France.

## Situation et accès
La rue Bichat est une voie publique située dans le 10e arrondissement de Paris. Elle débute au 45 bis, rue du Faubourg-du-Temple et se termine au 106, quai de Jemmapes.

## Origine du nom

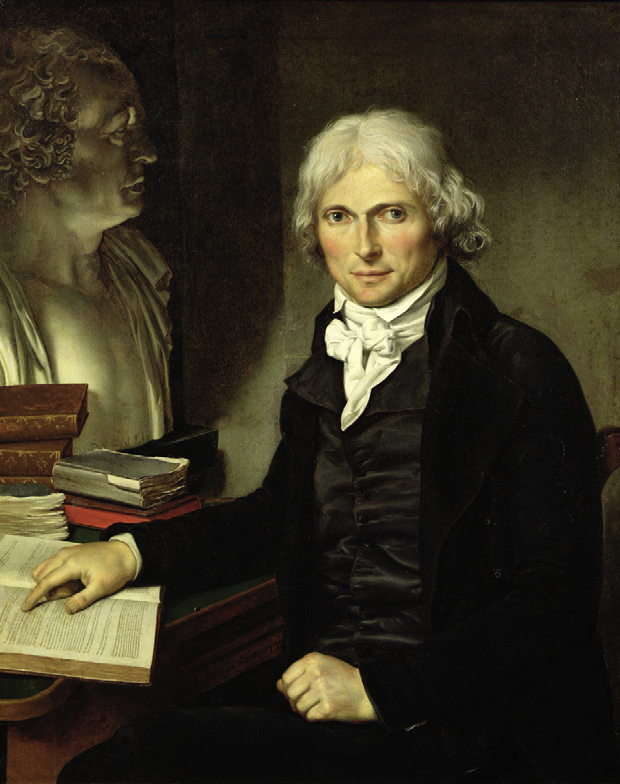
Xavier Bichat.

En raison du voisinage de l'hôpital Saint-Louis, cette rue a été nommée en l'honneur de Marie François Xavier Bichat (1771-1802), médecin français.

## Historique

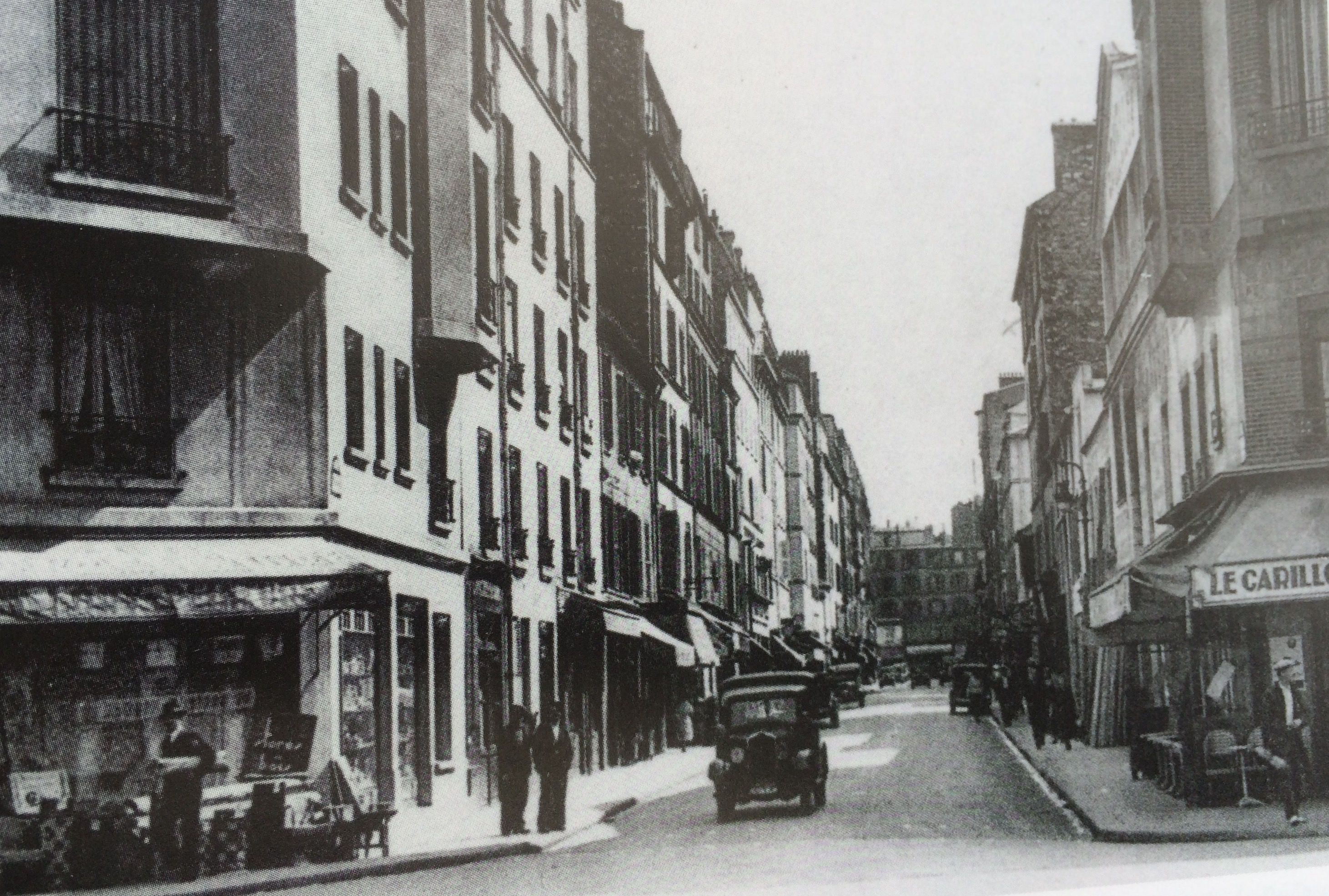
Carte postale de l'angle des rues Bichat et Alibert avec le café Le Carillon en 1930.

Cette rue, qui avait pour nom d'origine « rue Carême-Prenant », reçut le nom de « rue Bichat » en 1840. En 1851, la partie de la rue située entre la rue de la Grange-aux-Belles et le quai de Jemmapes, comprise dans la rue des Récollets, est rattachée à la rue Bichat en raison de la construction du canal Saint-Martin qui coupait cette voie en deux.
Lors des attentats du 13 novembre 2015 en France, une fusillade frappant les clients du café Le Carillon et le restaurant Le Petit Cambodge fait quinze morts.
Le Monde décrit peu après l'atmosphère particulière de convivialité régnant à l'angle des rues Bichat, Alibert et Marie-Louise, « carrefour de rien du tout mais névralgique d’un petit coin caché du Paris bobo populaire d’aujourd’hui et d’hier ».

## Bâtiments remarquables et lieux de mémoire

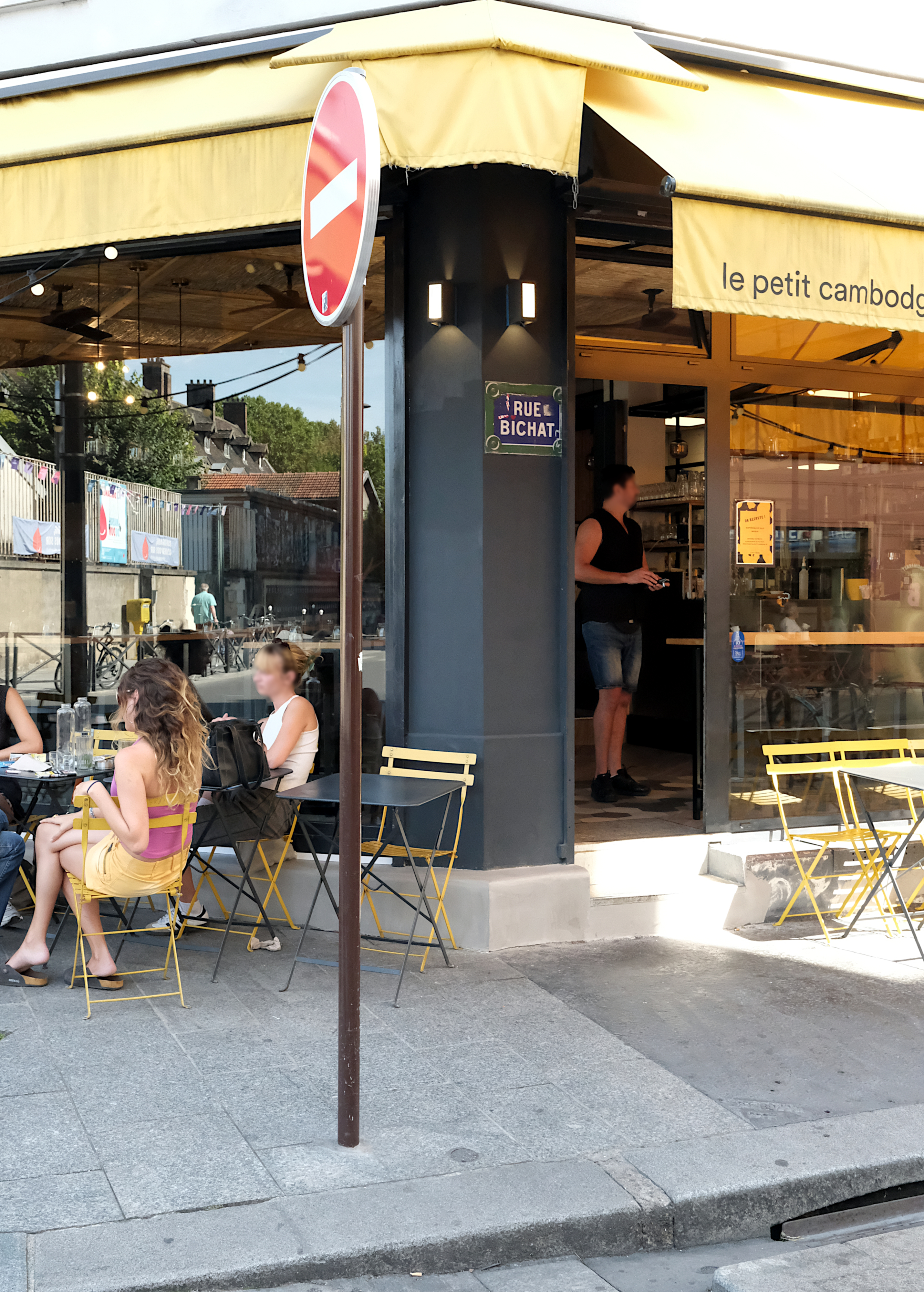
Le café Le petit Cambodge à l'angle des rues Bichat et Alibert.

- No 40 (hôpital Saint-Louis) : la comédienne Annie Girardot y est née en 1931[3].